# Al-Awasim
El Al-ʿAwāṣim, en idioma árabe: العواصم, «las defensas, fortificaciones»; sing. al-ʿāṣimah, اَلْـعَـاصِـمَـة, "protectora", era el término árabe utilizado para referirse al lado musulmán de la zona fronteriza entre el Imperio bizantino y los califatos omeyas y abasíes de Cilicia, el norte de Siria y la Alta Mesopotamia. Se estableció a principios del siglo VIII, una vez que la primera ola de conquistas musulmanas disminuyó, y duró hasta mediados del siglo X, cuando fue invadida por el avance bizantino. Comprendía las marcas, que formaban una cadena de edificaciones fortificadas, conocidas como al-thughūr (اَلـثُّـغُـوْر; sing. al-thagr, اَلـثَّـغْـر, "hendidura, apertura"), y las regiones posteriores o interiores de la zona fronteriza, que se conocía como la al-ʿawāṣim propiamente dicha. En el lado bizantino, las marcas musulmanas se reflejaban en la institución de los distritos kleisourai y los guardias fronterizos akritai.
El término thughūr también se utilizó en las marcas de al-Ándalus y Mawara al-Nahr, y sobrevivió en la jerga histórica, para ser revivido por los mamelucos egipcios en el siglo XIV, cuando las zonas que tradicionalmente formaban parte de ''awāṣim y thughūr en el norte de Siria y la región norte del Éufrates quedaron bajo su control.

## Zona fronteriza árabe-bizantina

### Creación de la zona fronteriza
Ya desde finales del decenio de 630, después de la rápida conquista musulmana de Siria, una amplia zona, no reclamada ni por los bizantinos ni por los árabes y virtualmente desierta (conocida en árabe como al-Ḍawāḥī (اَلـدَّوَاحِي, «de las Tierras Exteriores») y en griego como ta akra (τὰ ἄκρα, "las extremidades") surgieron entre las dos potencias en Cilicia, a lo largo de los accesos meridionales de las cordilleras de Tauro y Anti-Tauro, dejando la meseta de Anatolia en manos bizantinas. Tanto el emperador Heraclio (r. 610-641) como el califa ʿUmar (r. 634-644) siguieron una estrategia de destrucción dentro de esta zona, tratando de transformarla en una barrera efectiva entre sus reinos. Sin embargo, el objetivo final de los califas seguía siendo la conquista directa de Bizancio, como habían hecho con sus provincias de Siria, Egipto y el norte de África, y sólo el fracaso del segundo asedio árabe a Constantinopla en 717-718 obligó a revisar este objetivo estratégico: aunque continuaron las incursiones en Anatolia, se abandonó el objetivo de la conquista y la frontera entre las dos potencias empezó a adquirir características más permanentes. Durante los dos siglos siguientes, las fortalezas fronterizas podrían cambiar de manos entre bizantinos y árabes, pero el trazado básico de la frontera árabe-bizantina permaneció esencialmente inalterado. Así, el término al-thughūr, que inicialmente significaba "fisuras, hendiduras" (véase su nombre griego ta Stomia, τὰ Στόμια, "las bocas/aberturas") y que designaba las tierras fronterizas propiamente dichas, pasó a significar "fronteras", empleadas en frases como Thughūr al-Islām (ثُـغُـوْر الْإِسْـلَام, "Frontera del Islam") o Thughūr al-Rūmīya (الـثُّـغُـوْر الـرُّوْمّـةِـيَّـة, "Frontera de los romanos").

Mapa de la zona fronteriza árabe-bizantina en el sudeste de Asia Menor, con las principales fortalezas

Este proceso se caracterizó por una consolidación gradual de la zona anteriormente desierta y su transformación en una zona fronteriza poblada y fortificada, especialmente después de que los bizantinos abandonaran Cilicia durante el reinado del califa Abd al-Málik (r. 685-705). Los musulmanes comenzaron a trasladarse a la zona, reocupando y reparando las ciudades y fuertes abandonados. El proceso comenzó bajo los omeyas, pero se intensificó bajo los primeros abasíes, especialmente durante el reinado de Harún al-Rashid (r. 786-809). Así, se estableció gradualmente una línea de fuertes que se extendía desde Tarso (Ar. Ṭarsūs) en la costa mediterránea hasta Battalgazi (Ar. Malaṭiyā, Gr. Melitene) y Kamacha (Ar. Ḥiṣn Kamkh) en el curso superior del Éufrates. Estos estaban situados en puntos estratégicos de estrangulamiento, ubicados en las intersecciones de las principales carreteras o en las bocas de los pasos importantes.

### Organización administrativa y asentamientos
Toda la zona fronteriza formaba parte inicialmente de la yund, una de las divisiones administrativas militares en las que se dividió la Siria musulmana, de Homs. Después del año 680 formó parte del nuevo yund de Qinnasrin (Gr. Chalkis), hasta que Harun al-Rashid estableció un yund separado al-ʿAwāṣim (جُـنْـد الْـعَـوَاصِـم) en el año 786, cubriendo toda la región desde la frontera bizantina en el norte y el oeste hasta el Éufrates en el este y una línea que corre al sur de Antioquía (Ar. Anṭākiya), Alepo (Ar. Ḥalab, Gr. Berroia) y Manbij (Gr. Hierapolis). Manbij y más tarde Antioquía fueron las nuevas capitales de provincia. El al-ʿAwāṣim propiamente dicho sirvió como segunda línea defensiva detrás de la Thughūr, que se extendía por el norte de Siria y comprendía las ciudades de Baghras, Bayās, Dulūk (Gr. Doliche o Telouch, actual Gaziantep), Alejandreta (Ar. Iskandarīya), Cyrrhus (Ar. Ķūrus), Ra'bān y Tīzīn. La Thughūr, la actual zona fronteriza, se dividió en la cilicia o siria (al-Thughūr al-Sha'mīya, اَلـثُّـغُـوْر الـشَّـأْمِـيَّـة) y la jazirana o mesopotámica (al-Thughūr al-Jazīrīya, اَلـثُّـغُـوْر الْـجَـزِيْـرِيَّـة) sectores, aproximadamente separados por las montañas Amanus. No había un gobernador general ni un centro administrativo para el Thughūr, aunque Tarso y Malatya surgieron como las ciudades más importantes de Cilicia y el sector mesopotámico respectivamente. Las ciudades de Thughūr quedaron bajo el control administrativo de la jund al-ʿAwāṣim o funcionaron como distritos separados; la situación se complica por el hecho de que en el siglo X, los términos Thughūr y al-ʿAwāṣim se utilizaban a menudo indistintamente en las fuentes. Además, desde principios del siglo X, con el avance bizantino en Armenia, la frontera alrededor de Diyār Bakr se convirtió en un tercer sector, al-Thughūr al-Bakrīya (الـثُّـغُـوْر الـبَـكْـرِيَّـة).
En el sector de Sicilia, Mopsuestia (Ar. al-Maṣṣīṣa) fue la primera ciudad en ser reocupada y guarnecida, ya bajo los omeyas, que establecieron allí 300 soldados en 703, número que se elevó bajo los primeros abasíes a unos 4000. Adana le siguió en 758-760, y Tarso en 787/8. Tarso se convirtió rápidamente en el mayor asentamiento de la región y en la base de operaciones más importante de los árabes contra los bizantinos, contando con entre 4000 y 5000 soldados en su guarnición. Otras importantes fortalezas de Cilicia, que sin embargo eran poco más que puestos militares de avanzada, eran 'Ayn Zarba (Gr. Anazarbus), al-Hārūniya, fundada por Harun al-Rashid, Tall Gubair y al-Kanīsat al-Sawdā. Éstos se complementaron con fuertes más pequeños salpicados por la llanura de Cilicia, que albergaban guarniciones más pequeñas de una docena de hombres más o menos. En el terreno más montañoso de la zona fronteriza de la Mesopotamia, las principales fortalezas estaban situadas en las partes fértiles de los valles relativamente aislados, controlando las entradas de los pasos sobre las montañas: Mar'ash (Gr. Germanikeia), reconstruida ya bajo Muawiyah I (r. 661-680) y de nuevo bajo Harun al-Rashid, al-Ḥadath (Gr. Adata), igualmente refortificada por los primeros califas abbasíes y dotada de 4000 soldados, y Malatya, que había sido colonizada por los omeyas, destruida por los bizantinos y reconstruida de nuevo y asimismo guarnecida con 4000 hombres en 757/8. Otras fortalezas de menor importancia en el sector mesopotámico fueron Salaghus, Kaisum, Ḥiṣn Zibaṭra (Gr. Zapetra/Sozopetra), Sumaisaṭ (Gr. Samosata), Ḥiṣn Qalawdhiya y Ḥiṣn Ziyad. Algunas de las fortalezas septentrionales de la provincia de al-ʿAwāṣim, como Dulūk o Cyrrhus, también se incluyeron a veces en ella. Más al norte, las ciudades-fortaleza relativamente aisladas de Qālīqalā (Gr. Theodosiopolis, moderna Erzurum) y Kamacha formaban los puestos avanzados más septentrionales del dominio musulmán. La Thughūr al-Bakrīya incluía, según Qudama ibn Ja'far, Sumaisaṭ, Ḥānī, Malikyan, Gamah, Ḥaurān y al-Kilis.

...... de todas las grandes ciudades dentro de las fronteras de Persia y Mesopotamia, y Arabia, Siria, Egipto y Marruecos, no hay ciudad pero tiene en Tarso una hostería para sus habitantes, donde los guerreros de la Fe de cada particular vivir en el campo. Y, una vez que han llegado a Tarso, se instalan allí y permanecen para servir en la guarnición; entre ellos, la oración y la adoración se realizan con la mayor diligencia; de todas las manos, se les envían fondos y reciben limosnas ricas y abundantes "también hay apenas un sultán que no envíe aquí algunas tropas auxiliares.Descripción de Ibn Hawqal de Tarso como un centro para la yihad contra Bizancio.

Los califas repoblaron la zona trayendo colonos y soldados regulares de Siria, pero también persas, eslavos, árabes cristianos y personas de los bordes orientales del mundo musulmán: colonos de Khurasan, la tribu turca Sayābija o Jatts (Ar. Zuṭṭ) de la India. Las tropas regulares estacionadas allí se vieron favorecidas con impuestos más bajos (el diezmo o ʿushr en lugar del impuesto sobre la tierra kharāj), salarios más altos y pequeñas concesiones de tierras (qaṭā'i). A principios de la época abasí estas tropas eran unas 25 000, la mitad de ellas procedentes de Jurasán y el resto de Siria y la Alta Mesopotamia. Se complementaban con voluntarios, atraídos por la motivación religiosa de la yihad contra los bizantinos, pero a menudo también recibían un salario del Estado. Todo ello suponía una pesada carga financiera para el gobierno abbasí. Bajo Harun al-Rashid, los impuestos del sector ciliciano aportaban 100 000 dinares de oro cada año, que se gastaban localmente en obras públicas, salarios, espionaje, etc. Además, los costos de las expediciones transfronterizas solían oscilar entre 200 000 y 300 000 dinares anuales. Los ingresos del sector mesopotámico ascendían a unos 70 000 dinares, a los que el gobierno central añadía cada año 120 000-170 000 dinares para el mantenimiento de las fortificaciones y el salario de las tropas fronterizas.

## Operaciones militares
En el siglo IX, las expediciones de asalto árabes lanzadas contra Bizancio desde la zona fronteriza habían asumido gradualmente un carácter casi ritual y estaban estrictamente organizadas. Según Qudama ibn Ja'far, el patrón convencional de las incursiones árabes incluía una primera expedición en primavera (10 de mayo a 10 de junio), cuando los caballos podían encontrar abundante forraje, seguida, tras un mes de descanso, de una incursión en verano (10 de julio a 8 de septiembre), que solía ser la principal campaña del año, y a veces de una incursión en invierno en febrero-marzo. La importancia de estas incursiones es resumida por el erudito islámico Hugh N. Kennedy: la ṣāʿifa (incursión de verano) era tanto una parte de las funciones simbólicas y rituales del Califa como la organización y el liderazgo del hajj anual a la Meca.
La zona fronteriza fue ferozmente disputada entre los árabes y los bizantinos. Los asaltos y contraataques eran un elemento permanente de este tipo de guerra. Los fuertes a ambos lados de la frontera teórica eran capturados y arrasados, o a veces ocupados, pero nunca por mucho tiempo. Como resultado, la región se despoblaba a menudo, lo que obligaba a repetir el reasentamiento. No obstante, hay pruebas de cierta prosperidad, basada en la agricultura y el comercio, especialmente durante la segunda mitad del siglo IX, cuando las tierras fronterizas se convirtieron en un nodo de una ruta comercial que unía Basora con el norte de Siria e incluso con Constantinopla. Después de 842 y durante la mayor parte del siglo IX posterior, el declive del poder abasí significó que el control de Thughūr pasó gradualmente a emiratos fronterizos semiindependientes, principalmente Tarso, Malatya y Qālīqalā, que quedaron en gran medida abandonados a su suerte ante el resurgimiento de Bizancio. La batalla de Lalakaon en 863 rompió el poder de Malatya, alterando el equilibrio de poder en la región, y marcó el comienzo de una invasión bizantina gradual en las tierras fronterizas árabes.
Con el inicio del período terminal de crisis del Califato Abasí después de 928, el control de las ciudades fronterizas musulmanas pasó a las dinastías Ikhshidid y Hamdanid. En la década de 930, bajo el liderazgo de Juan Curcuas, los bizantinos irrumpieron y conquistaron Malatya y la mayor parte del sector mesopotámico de la Thughūr. Aunque el emir hamdaní de Alepo, Sayf al-Dawla (r. 946-967), logró frenar el avance bizantino, su éxito fue sólo temporal: en 964-965, el emperador Nikéforo II Phokas (r. 963-969) capturó Cilicia, seguida poco después por Antioquía, mientras que los hamdaníes de Alepo se convirtieron en un estado tributario.

## Zona fronteriza mameluco-turca
Después de su conquista de Siria a finales del siglo XIII, los mamelucos egipcios restablecieron el al-thughūr wa-l-ʿawāṣim como zona defensiva para proteger a Siria de los estados turcomanos de Asia Menor y el Cáucaso, incluido en una etapa posterior el Imperio Otomano. Al igual que el modelo anterior, el thughūr se dividió en una marca siria y otra mesopotámica, así como una zona de retaguardia a lo largo del norte de Siria. Los mamelucos confiaron la defensa a la marca siria/cilicia al cliente, el principado turkmeno del Ramadán, mientras que el principado de Dulkadirid cumplía la misma función en el thughūr mesopotámico. Para salvaguardar su control de la zona fronteriza y mantener los dos beyliks clientes separados y bajo control, los mamelucos también mantuvieron guarniciones en siete sitios de importancia estratégica: Tarsus, Ayas, Serfendikar, Sis, Darende, Malatya y Divriği. Ahmad al-Qalqashandi da las subdivisiones (niyābāt) de los mamelucos thughūr de la siguiente manera: ocho para el sector sirio (Malatya, Divriği, Darende, Elbistán, Ayas, Tarso y Adana, Serfendikar y Sis) y tres para el sector del Éufrates, al-Bira, Qal'at Ja'bar y Sanliurfa.

## Otras lecturas
- Bonner, Michael (1994). «The naming of the frontier: 'Awāṣim, Thughūr, and the Arab geographers». Bulletin of the School of Oriental and African Studies (Cambridge University Press) 57: 17-24. doi:10.1017/S0041977X0002807X.
- Bonner, Michael (1996). Aristocratic Violence and Holy War: Studies in the Jihad and the Arab–Byzantine Frontier. New Haven, Connecticut: American Oriental Society. ISBN 0-940490-11-0.
- Haldon, John F.; Kennedy, Hugh (1980). «The Arab–Byzantine Frontier in the Eighth and Ninth Centuries: Military Organization and Society in the Borderlands». Recueil des Travaux de l'Institut d'Etudes Byzantins (Belgrade) 19: 79-116.
- Miotto, Marco (2015). «Ααουάσιμ και Θουγούρ: Το στρατιωτικό σύνορο του Χαλιφάτου στην Ανατολική Μικρά Ασία». Vyzantiaka (en greek) 32: 133-156. ISSN 1012-0513. Archivado desde el original el 30 de noviembre de 2016. Consultado el 2 de abril de 2020.
- Nicolle, David; Adam Hook (17 de junio de 2008). Saracen Strongholds AD 630–1050: The Middle East and Central Asia. Osprey Publishing. ISBN 978-1-84603-115-1.
- Von Sivers, Peter (1982). «Taxes and Trade in the ‘Abbāsid Thughūr, 750-962/133-351». Journal of the Economic and Social History of the Orient 25 (1): 71-99. doi:10.1163/156852082X00085.

- Datos: Q1565700
- Multimedia: Thughur / Q1565700